# HyperZ

HyperZ

HyperZ — це бренд для набору методів обробки, розроблених ATI Technologies і пізніше Advanced Micro Devices і реалізованих у їхніх графічних процесорах Radeon. HyperZ був анонсований у листопаді 2000 року і все ще був доступний у серії Radeon HD 2000 на базі TeraScale та в поточних графічних продуктах на базі Graphics Core Next.
На Radeon DDR до 7500 які на основі Radeon R100, де дебютував HyperZ, ATI заявила про 20% покращення загальної ефективності візуалізації. Вони заявили, що з HyperZ можна сказати, що Radeon пропонує швидкість заповнення 1,5 гігатекселів за секунду замість очевидної теоретичної швидкості карти в 1,2 гігатекселя. У ході тестування було показано, що HyperZ дійсно запропонував відчутне підвищення продуктивності, що дозволило Radeon з меншою продуктивністю не відставати від менш ефективної GeForce 2 GTS.

## Функціональність
HyperZ складається з трьох механізмів:
Z-Compression — стиснення даних, що читаються та/або записуються до Z-буфера без втрат. Схема стиснення ATI, використана на Radeon 8500, працювала на 20% ефективніше, ніж на оригінальних Radeon і Radeon 7500.
Fast Z-Clear – швидке очищення Z-буфера. Після побудови та виведення зображення на екран, інформація, що міститься в Z-буфері, вже неактуальна і підлягає стирання. Z-буфер обнуляється, але записуються не окремі значення, а використовуючи блоки заміщається кілька значень відразу; На Radeon 8500 ATI стверджувала, що цей процес може очистити Z-буфер приблизно в 64 рази швидше, ніж у карти без Fast Z-Clear.
Hierarchical-Z – спрощена реалізація ієрархічного Z-буфера. Ідея ієрархічного Z-буфера досить проста: крім самого Z-буфера організується піраміда Z-буферів зниженого розширення. Кожен із цих нових буферів має розміри, удвічі зменшені по горизонталі та вертикалі порівняно з попереднім Z-буфером. При цьому кожне значення Z з буфера нижчого розширення має бути записане найбільше з чотирьох відповідних значень Z попереднього буфера, що має більшу роздільну здатність;

## Версії
З будь-якою новою мікроархітектурою, ATI має перероблену і впроваджену технологію.

### HyperZ (R100)
Перша реалізація технології.

### HyperZ II (R200)
Алгоритми реалізації функцій Hierarchical-Z, Fast Z-Clear, Z-Compression, були перероблені і вдосконалені. Зменшено розмір блоку (4x4 проти 8x8 у R100). Додалася можливість відкидати 64 пікселі за такт (проти 8 в R100). Все це підвищує швидкість ще на 20%.

### HyperZ III (R300)
Використовує більш гнучкий кеш Z-буфера, який оптимізований для рендерингу динамічних тіней у реальному часі.

### HyperZ III+ (R350)
Покращення торкнулися Z-кеш (блок, що прискорює роботу з Z-буфером), більш ефективне стиснення Z-даних (максимальне значення 24:1 проти 8:1 у R300) та оптимізація роботи з двостороннім буфером шаблонів. Збільшено швидкість роботи з динамічними тінями, при розрахунку яких активно використовується буфер шаблонів.

### HyperZ HD (R420)
Є подальшим розвитком технології HyperZ, перша версія якої була реалізована у першому чіпі сімейства Radeon (R100). Постфікс HD вказує на ефективну роботу у високих розширень.